# 메자뉴
메자뉴(めざにゅ, Mezamashi News)은 후지 TV(FNN)계열을 통해 2003년 10월 1일부터 2014년 3월 28일까지 방송된 이른 아침 뉴스·정보 프로그램이다. 뉴스와 정보를 함께 다루고 있어, NTV의 《Oha!4 NEWS LIVE》와 경쟁하고 있다.

## 역대 캐스터

### 메인 (여성)
- 스기사키 미카 (2003년 10월 ~ 2008년 3월, 월·금요일)
- 스기사키 미카 (2006년 10월 ~ 2007년 9월, 토요일)
- 마쓰오 미도리 (2007년 10월 ~ 2008년 3월, 토요일)
- 마쓰오 미도리 (2008년 4월 ~ 2009년 9월, 목·토요일)
- 스기사키 미카 (2008년 4월 ~ 현재, 월·수요일)
- 가토우 아야코 (2009년 9월 ~ 현재, 목·금요일)

### 일기예보
- 토베 요코 (2003년 10월 ~ 2005년 9월, 월·수요일)
- 이시모토 사오리 (2003년 10월 ~ 2004년 12월, 목·금요일)
- 타카하시 마아사 (2005년 1월 ~ 2006년 9월, 목·금요일)
- 엔도 레이코 (2005년 10월 ~ 2007년 9월, 월·수요일)
- 마쓰오 미도리 (2006년 10월 ~ 2007년 9월, 목·토요일)
- 마쓰오 미도리 (2007년 10월 ~ 2008년 3월, 목·금요일)
- 이와사키 치아키 (2007년 10월 ~ 2008년 3월, 토요일)
- 쇼노 요코 (2007년 10월 ~ 2008년 9월, 월·수요일)
- 이와사키 치아키 (2008년 4월 ~ 2008년 9월, 목·토요일)
- 이와사키 치아키 (2008년 10월 ~ 2009년 9월, 월·목요일)
- 야마나카 아야코 (2009년 9월 ~ 현재, 월·수요일)
- 마쓰무라 미오 (2009년 9월 ~ 현재, 목·금요일)

### 정보
- 쇼노 요코 (2008년 10월 ~ 2009년 3월, 월·수요일)
- 미야세 마유코 (2009년 4월 ~ 2009년 9월, 월·수요일)
- 쓰바키하라 케이코 (2009년 9월 ~ 현재, 월·화요일)
- 카토 아야코 (2008년 10월 ~ 2009년 9월, 목·토요일)
- 이와사키 치아키 (2009년 9월 ~ 현재, 수·금요일)